# Campbelleiland
Campbelleiland (Maori: Motu Ihupuku) is een afgelegen Sub-Antarctisch eiland behorende bij Nieuw-Zeeland en is het hoofdeiland van de Campbellarchipel. Het eiland heeft een oppervlakte van 115 km² en wordt omgeven door talloze rotsen en kleine eilandjes.
De volledige archipel maakt als onderdeel van de Nieuw-Zeelandse Sub-Antarctische eilanden deel uit van het werelderfgoed en werd door de commissie voor het Werelderfgoed van UNESCO in 1998 toegevoegd aan de werelderfgoedlijst.

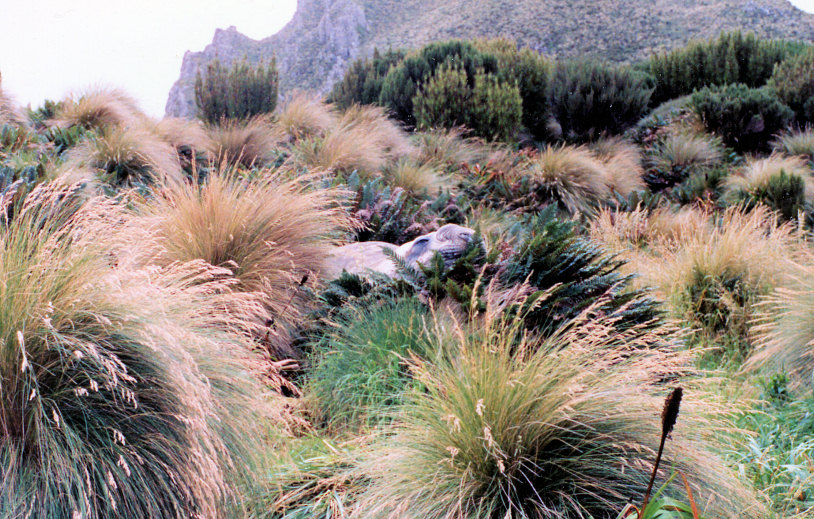
Zuidelijke zeeolifant
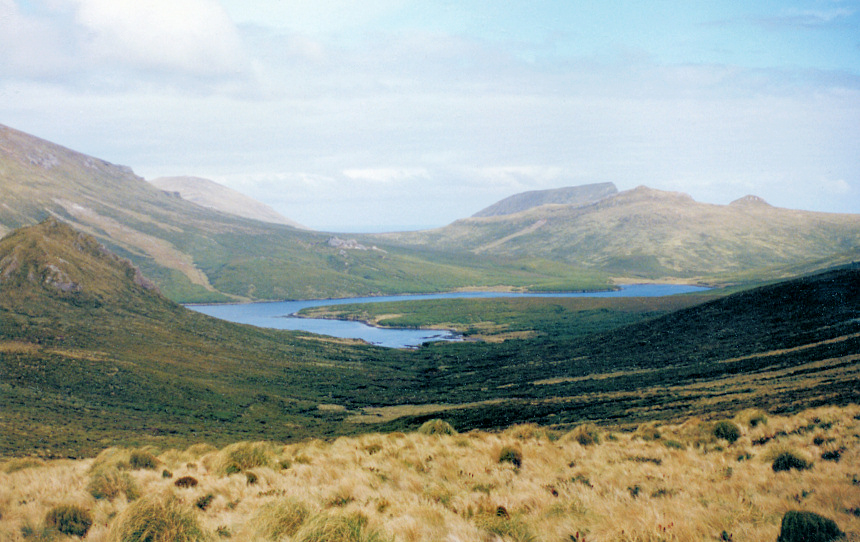
Landschap op Campbelleiland na een ongebruikelijke warme en droge zomer.
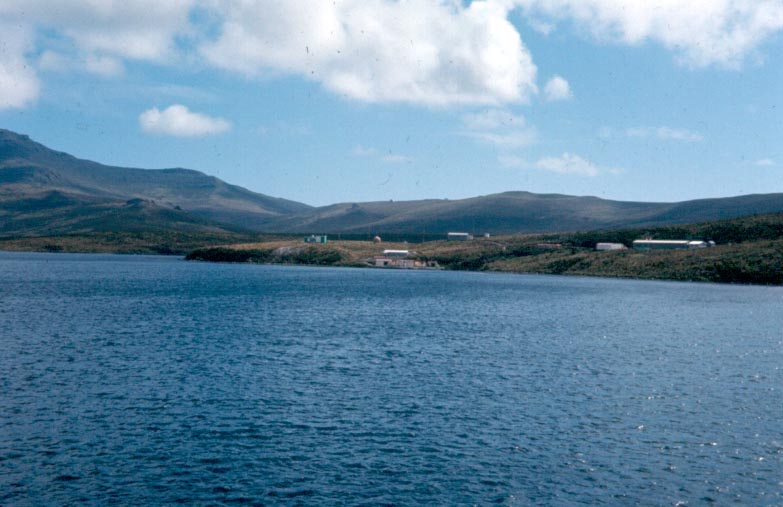
Onbemand meteorologisch station bij Beeman Cove